# Park Hotel Bremen

Logo des Hotels

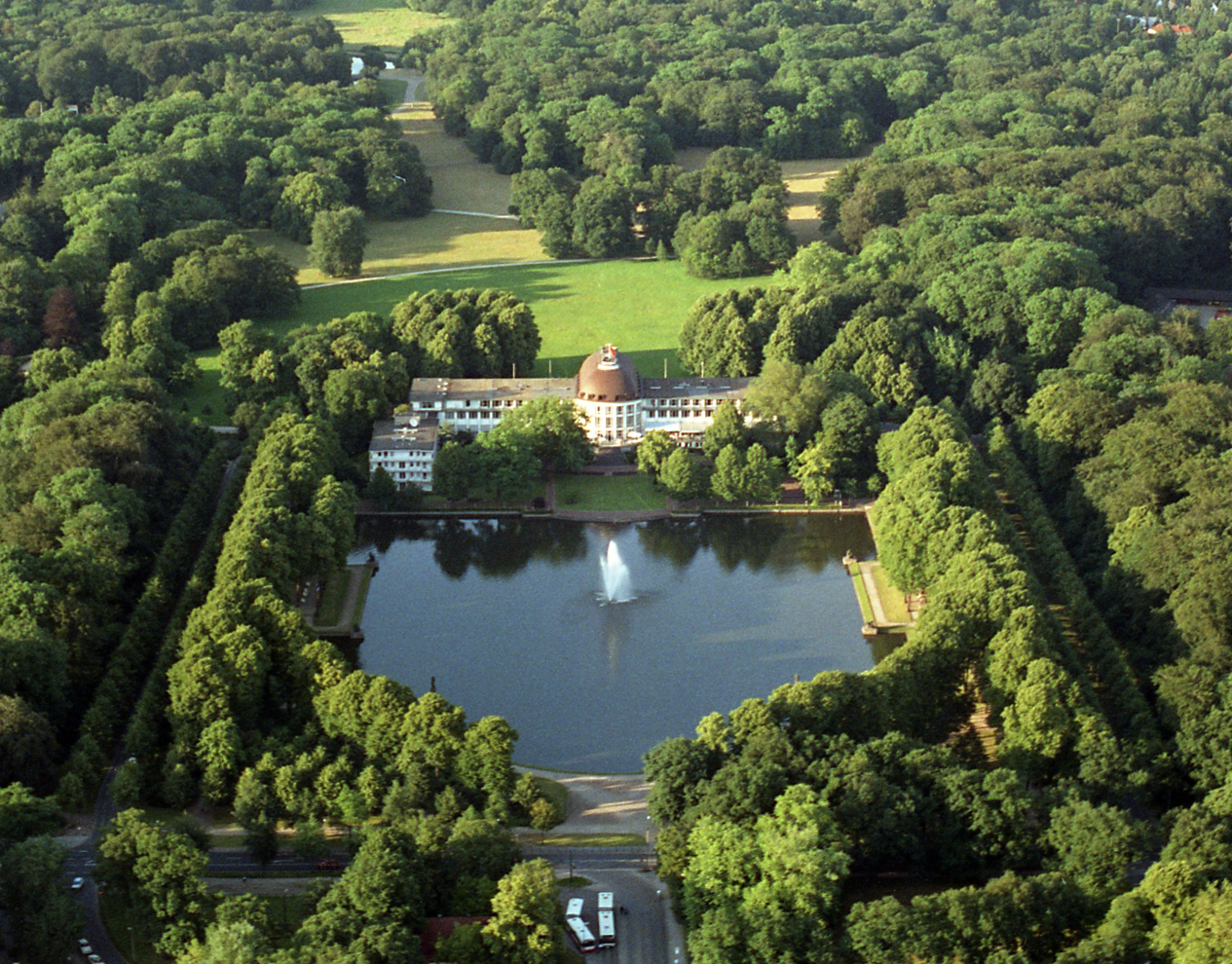
Der Hollersee im Bürgerpark mit Park Hotel im Jahr 1995

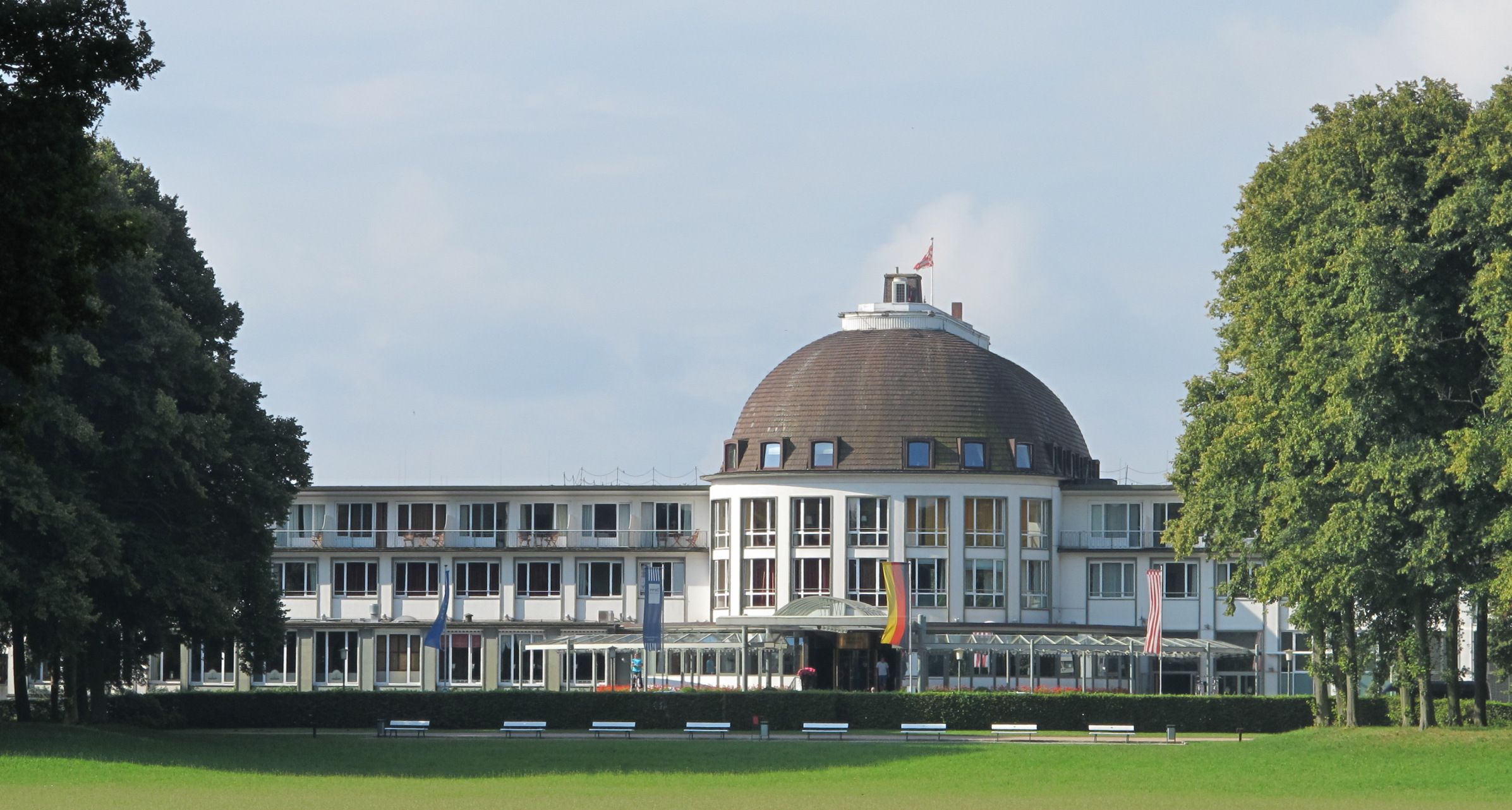
Der Haupteingang liegt an der Nordostseite zum Bürgerpark hin

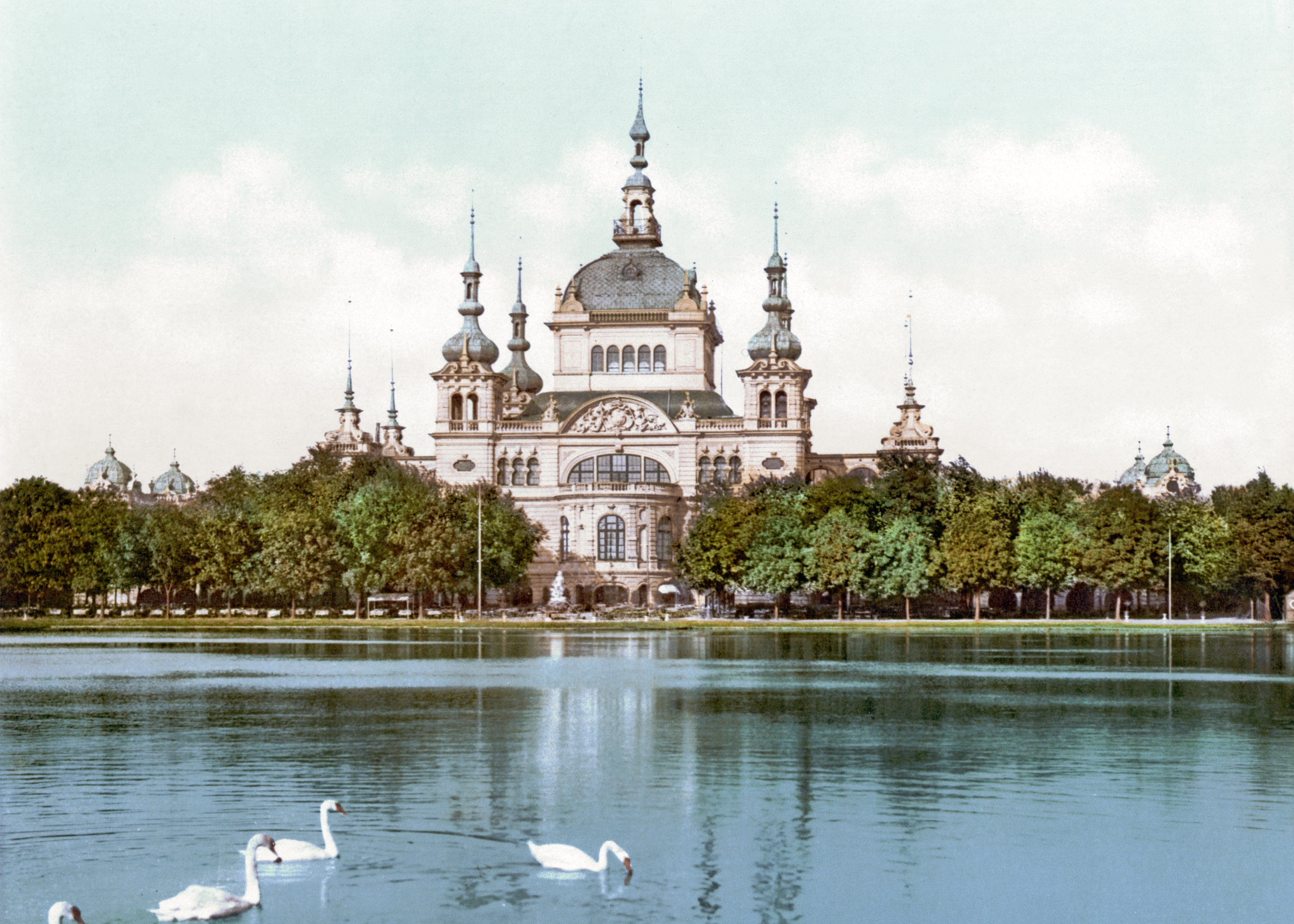
1900: Das Parkhaus wurde 1890 als Festhalle für die Gewerbe- und Industrieausstellung erbaut und 1907 durch einen Brand zerstört.

Das Parkhotel Bremen im Bürgerpark ist ein Fünf-Sterne-Hotel in Bremen. Es war Mitglied bei The Leading Hotels of the World und wurde zum 1. August 2013 von der Dorint-Gruppe übernommen. Das Gebäude steht seit 1984 unter Denkmalschutz.

## Geschichte
Nach der Anlage des Bürgerparks Ende der 1860er Jahre wurde 1872/73 am Standort des heutigen Hotels das erste einfache Ausflugslokal an dem später Hollersee genannten Teich errichtet. Im Rahmen der Nordwestdeutschen Gewerbe- und Industrieausstellung, die 1890 auf dem Gelände des Bürgerparks stattfand, wurde es durch eine monumentale Festhalle ersetzt. Die Festhalle wurde als Restaurant, für Bankette, Konzerte und andere festliche Veranstaltungen genutzt. Während nahezu alle Bauten nach Ende der Ausstellung im Oktober 1890 wieder abgerissen wurden, blieb die Festhalle als Parkhaus erhalten. Dieses Gebäude brannte am 16. August 1907 infolge eines Feuerwerks nieder.
Der an derselben Stelle von 1912 bis 1913 nach Plänen von Rudolf Jacobs errichtete Neubau gab sich als fürstliches Herrenhaus im Stil des Neobarock. Nach der weitgehenden Zerstörung im Zweiten Weltkrieg bei den Luftangriffen auf Bremen entstand in den Jahren 1954 bis 1956 das heutige Hotel. Dabei wurde im Rahmen eines tiefgreifenden Um- und Neubaus die Kuppel des erhalten gebliebenen Mittelbaus um 1,40 Meter angehoben sowie der gesamte Baukörper von 65 auf 100 Meter deutlich verbreitert.

## Aktuelles
Das heutige Gebäude ist im Stil an den im Zweiten Weltkrieg zerstörten Vorgängerbau von 1913 angelehnt und entstand nach Plänen von Herbert Anker und Theodor Rosenbusch, deren Büros den 1950 ausgeschriebenen Wettbewerb gewonnen hatten. Der zentrale Hotelteil mit dem dominierenden Kuppeldach ist mit seiner Längsachse zum Hollersee ausgerichtet, der über eine Freitreppe zu erreichen ist. An die beiden symmetrischen Seitenflügel wurden in den Jahren 1958, 1963, 1966/68 (nach Plänen von Theodor Rosenbusch) und 2004 (nach Plänen von Gert Schulze) zusätzliche West- und Ostflügel angebaut. Das 1890 von dem Bildhauer Constantin Dausch geschaffene Denkmal Siegfried der Drachentöter steht an der Westseite des Gebäudes.
1981 wurde auch die Bewirtschaftung der Meierei im Bürgerpark vom Personal des Parkhotels übernommen.
Anfang 2013 wurde ein vorläufiges Insolvenzverfahren gegen die Betreibergesellschaft eingeleitet. Seit 2019 gehört das Hotel zur Hommage Hotels Luxury Collection, einer Premium-Marke der Dorint-Gruppe. Entfallen ist damit der Namenszusatz Dorint.

## Prominente Gäste
Gäste sollen u. a. Michael Jackson, Bud Spencer, Sven Regener, Hannelore Elsner, Larry Lloyd, Götz Alsmann, Thomas Gottschalk, Robbie Williams, Udo Jürgens, Siegfried & Roy, Herbert Grönemeyer, Peter Maffay, Dieter Bohlen gewesen sein. Während der Fußball-Weltmeisterschaft 2006 wohnte die Schwedische Fußballnationalmannschaft im Parkhotel Bremen.